# Românași
Românași é uma comuna romena localizada no distrito de Sălaj, na região histórica da Crișana (parte da Transilvânia). A comuna possui uma área de 66.36 km² e sua população era de 2958 habitantes segundo o censo de 2007.